# عرض مدمر
كان «العرض المدمر» منشورا على شبكة الإنترنت من قبل ستيفان هارناد في يونيو 1994 (وتم تقديمه شفويًا في مؤتمر خدمات الشبكة لعام 1994 بلندن في 28 نوفمبر 1994) داعيًا جميع مؤلفي الكتابات «السريين» - المكتوبة فقط كبحوث مؤثرة وليس للدخل الملكي - لأرشفتها على الإنترنت مجانًا للجميع (في صورة سجلات أو مواقع مجهولة لبروتوكول نقل الملفات FTP). بدأ هذا في سلسلة من التبادلات عبر الإنترنت وكثير منها تم جمعها ونشرها في كتاب صدر في عام 1995:(Ann Shumelda Okerson & James J. O'Donnell (Eds.). Washington, DC., Association of Research Libraries, June 1995). أدى ذلك في عام 1997 إلى إنشاء كوجبرينتس، وهو أرشيف ذو وصول حر للمواد المؤرشفة ذاتيًا في مجال العلوم المعرفية وفي عام 1998 إلى إنشاء منتدى العالم الأمريكي حر الوصول (وسمُي في بادئ الأمر «منتدى سبتمبر 98» حتى تأسيس مبادرة بودابست للوصول الحر التي أول من صاغت مصطلح «الوصول الحر»؛ وأصبح منتدى العالم الأمريكي حر الوصول هو منتدى الوصول الحر العالمي (GOAL) في عام 2012). كما نشأ برنامج جنو إي برينت لإنشاء OAI المتوافقة مع المستودعات المؤسسية ذات الوصول الحر التي نشأت من العرض المدمر.
كان «العرض المدمر» في نواح كثيرة بسيطًا وله العديد من العيوب التي تم تصحيحها واحدًا تلو الآخر على طول الطريق وتم تلخيصها في منتدى العالم الأمريكي للوصول الحر نسخة محفوظة 17 يونيو 2015 على موقع واي باك مشين. في عيده العاشر. سرد تاريخي كتبه ريتشارد بويندر:“Ten Years After” Information Today 21(9) October 1, 2004. وقد تم نشر نقد ذاتي – “The 1994 'Subversive Proposal' at 15: A Critique نسخة محفوظة 4 أكتوبر 2013 على موقع واي باك مشين.” – في الذكرى السنوية الخامسة عشرة في عام 2009.

## وصلات خارجية
- American Scientist Open Access Forum نسخة محفوظة 17 يونيو 2015 على موقع واي باك مشين. Official Site
- Global Open Access Forum Official Site
- http://groups.google.ca/group/bit.listserv.vpiej-l/browse_thread/thread/682843612b4ff4d/62b3bd13407dc1d8?hl=en&ie=UTF-8&q=
- http://groups.google.com/groups?q=harnad+
- https://web.archive.org/web/20070102221612/http://www.arl.org/scomm/subversive/toc.html